# Symphonie no 2 de Mendelssohn
Lobgesang
Pour les articles homonymes, voir Symphonie no 2.
La Symphonie no 2 en si bémol majeur, op. 52 (MWV A 18), également intitulée Chant de louange (Lobgesang), est une "symphonie-cantate" composée entre 1838 et 1840 par Felix Mendelssohn.
Écrite pour chanteurs solistes, chœur, orgue et orchestre, elle comporte trois mouvements symphoniques et un chœur final, rappelant la structure de la Neuvième Symphonie de Beethoven. Constituée de neuf numéros, la cantate occupe cependant les deux tiers de la durée de l'œuvre. Le texte est composé d'extraits de l'Écriture sainte et de poèmes écrits spécialement pour l'ouvrage.
Les premiers mouvements reflètent l'expression du romantisme allemand de Mendelssohn tout en faisant alterner des parties rappelant des chorals, établissant ainsi une liaison avec la cantate de forme ancienne de la dernière partie.
La symphonie fut créée le 24 juin 1840 en l'église Saint-Thomas de Leipzig par cinq cents chanteurs et instrumentistes placés sous la direction de Mendelssohn, alors directeur de l'orchestre du Gewandhaus, à l'occasion de la célébration du quatre centième anniversaire de l’invention de l’imprimerie par Gutenberg.
Elle fut accueillie avec un immense succès et, selon le témoignage de Schumann : « L'enthousiasme et la ferveur furent tels que des murmures s'élevèrent dans toute l'assemblée. »

## Structure
La symphonie comporte donc 3 mouvements orchestraux et un 4e, faisant intervenir 3 voix solistes (2 soprani et un ténor) et des chœurs, sur des textes sacrés (les différentes parties étant reliées par un choral : « tout ce qui respire loue le Seigneur ».
Sinfonia
1. - Maestoso con moto
- Allegro-Maestoso con moto come I, attaca
- Allegretto un poco agitato
- Adagio religioso

Cantate
2. a. Allegro moderato maestoso-Allegro di molto (chœur/soprano) : « Alles was Odem hat ».

b. Molto più moderato ma con fuoco (soprano I & chœur de femmes): «Lobe den Herr,meine Seele » 
3. a. Récitatif - Allegro moderato (ténor solo) : « Saget es, die ihr erlöset seid durch den Herrn »

b. Allegro moderato (ténor solo) : « Er zählet unsre Tränen in der Zeit der Not »
4. A tempo moderato (Chœur) : «  Sagt es, die ihr erlöset seid »
5. Duo : Andante (soprani 1&2) : « Ich harrete des Herrn »
6. Allegro un poco agitato –Allegro assai agitato-Tempo I moderato (ténor solo) : « Stricke des Todes hatten uns umfangen »
7. Allegro maestoso e molto vivace (Chœur) : « Die Nacht ist vergangen »
8. Choral. Andante con moto-un poco più animato : « Nun danket alle Gott »

Chœur : « Lob,Ehr’ und Preiss sei Gott »
9. Duo : Andante sostenuto assai (soprano-ténor) : « Drum sing’ ich mit meinem Liede ewig dein Lob »
10. Chœur final: Allegro non troppo-Più vivace-Maestoso come I : « Ihr Völker, bringet her dem Herrn Ehre und Macht »

## Instrumentation
| Instrumentation de la symphonie nº 2                                 |
| Voix                                                                 |
| 2 Sopranos, 1 Ténor, 1 Chœur                                         |
| Cordes                                                               |
| premiers violons, seconds violons, altos, violoncelles, contrebasses |
| Bois                                                                 |
| 2 Flûtes, 2 Hautbois, 2 Clarinettes, 2 Bassons                       |
| Cuivres                                                              |
| 4 Cors, 2 Trompettes, 3 Trombones                                    |
| Percussions                                                          |
| timbales                                                             |
| Claviers                                                             |
| Orgue                                                                |